# تنها در برابر مرگ (فیلم ۲۰۰۷)
تنها در برابر مرگ (به انگلیسی: Left for Dead) یک فیلم وسترن و ترسناک آمریکایی-آرژانتینی محصول سال ۲۰۰۷ به کارگردانی آلبرت پایون با بازی ویکتوریا مورت است.

## تولید
این فیلم در طی ۱۲ روز به‌طور کامل در آرژانتین فیلمبرداری شد.